# Impatto cosmico del Dryas recente
L'impatto cosmico del Dryas recente o l'ipotesi della cometa di Clovis si riferisce a una presunta grande esplosione avvenuta nell'atmosfera terrestre, o a un impatto di un oggetto o di più oggetti provenienti dallo spazio esterno, ai quali si attribuisce l'innesco di un periodo di freddo, diffuso su tutto il pianeta, chiamato Dryas recente, risalente a 12 850 anni fa. Gli oggetti provenienti dallo spazio, secondo la teoria, dovrebbe essere uno raro sciame di condriti carbonacee o comete che impattarono su vaste aree del continente nord americano, producendo numerosissimi incendi diffusi su tutta l'America del Nord, causando, nel corso della Glaciazione Wurm, ultimo periodo glaciale, l'estinzione degli animali più grandi e la fine della cultura Clovis. Questo sciame sarebbe esploso al di sopra o sul ghiacciaio continentale del Laurentide, situato a nord dei Grandi Laghi. Un'esplosione in quota di questo tipo di meteoriti, sarebbe stata simile, ma di potenza molto più grande, dell'evento di Tunguska in Siberia, avvenuto nel 1908. Con il conseguente incendio delle foreste da costa a costa, che devastò tutta la superficie del continente nord americano, la vita animale e umana non annientata direttamente dall'impatto, sarebbe stata costretta alla fame.
La teoria è il frutto di una squadra di geologi delle università americane: James Kennett dell'Università della California in Santa Barbara, Richard Firestone del Laboratorio Nazionale Lawrence Livermore presso l'Università della California in Berkeley, come pure gli archeologi Douglas Kennett e Jon Erlandson dell'università dell'Oregon.

## Attestazione
La conferma dell'ipotetico impatto meteorico sarebbe fornita da uno strato carbonizzato del suolo, individuato in una cinquantina di siti dell'età cloviana sparsi per il territorio nord americano. Lo strato contiene dei material insoliti: nanodiamanti, microsferule metalliche, sferule di carbone, sferule magnetiche, iridio, carbone, fuliggine e fullereni arricchiti con elio-3, interpretati come la dimostrazione di un impatto cosmico e indizio fondamentale del viluppo nero (black mat) di materia organica che segna l'inizio del Dryas recente.

## Risultati
Venne inoltre ipotizzato che tale impatto cosmico abbia provocato l'estinzione di diversi grandi mammiferi nord americani, compresi il cammello, il mammut, l'orso dalla faccia corta gigante e numerose altre specie. Questi marcatori riguardanti l'impatto cosmico appaiono anche alla fine della cultura Clovis.

## Storia riguardo all'ipotesi
La rivista scientifica britannica Nature ripropose la teoria in un nuovo articolo apparso il 17 maggio del 2007. Il 24 maggio del 2007, nel corso di una delle sedute dell'assemblea primaverile del 2007 dell'Unione Geofisica Americana ad Acapulco, in Messico, venne discussa questa ipotesi attraverso la condivisione di diverse prove scientifiche. Il 27 settembre del 2007, un documento che mostrava le scoperte del gruppo di Acapulco venne pre-pubblicato online sul sito web della Accademia Nazionale di Scienze. Secondo lo studio, l'impatto cosmico può essere stata la causa dell'immediato declino del numero delle popolazioni umane a quel tempo sparse per il Nord America.
Meno di un anno più tardi il sostegno sostanziale riguardo alla natura sincrona del black mat venne fornito sotto la direzione dell'archeologo "di Clovis", C. Vance Haynes, anch'egli nel PNAS. Haynes ha affermato:
"Un'ulteriore analisi è in fase di avanzamento presso altri siti della cultura di Clovis, i quali necessitano ancora di uno studio indipendente e di una verifica delle prove fornite. Fino ad allora, io resto scettico sull'ipotesi che l'impatto possa essere stato la causa dell'inizio del Dryas recente e dell'estinzione della megafauna. Tuttavia, lo ripeto, qualcosa importante a livello planetario accadde nel 10.900 BP e noi non siamo ancora riusciti a capirlo".
La teoria ripropose un nuovo esame nel marzo del 2008 al convegno annuale della Società dell'Archeologia Americana di Vancouver, Canada. Nell'agosto del 2008, alla conferenza archeologica annuale di Pecos, Allen West, uno dei fautori della teoria della Cometa di Clovis, e Ted Bunch, un coautore dell'originale documento del PNAS ed esperto di esobiologia della NASA, presentò nuove prove, partecipando a una discussione di gruppo riguardo ai ritrovamenti, con Mark Boslough, il modellatore dell'impatto dell'asteroide del laboratorio di Sandia e il cacciatore di comete Carolyn Shoemaker. Una verifica indipendente dell'identificazione di materiale extraterrestre nella stratigrafia di Clovis venne presentato dai ricercatori, Mustafa Fayek e Sharon Hull dell'Università del Manitoba.
Più recentemente, nel gennaio 2009, le prova fornita dal microscopio elettronico, che mostra i nanodiamanti formati nel periodo dell'evento, venne pubblicata nella rivista Science ed esaminata dall'International Herald Tribune. Nella stessa pubblicazione, D.J. Kennett riportava che:
()

## Critiche all'ipotesi
Uno studio sulla demografia dei paleoamericani pubblicato nell'agosto del 2008, quasi un anno dopo la prima pubblicazione su PNAS, affermava che:
()
Poiché gli effetti dell'impatto sulla biocenosi della Terra sarebbero dovuti essere di breve durata, di conseguenza tutte le estinzioni da esso causate avrebbero dovute avvenire simultaneamente. Tuttavia, esiste una dimostrazione che l'estinzione della megafauna verificatasi nell'Eurasia settentrionale, nel Nord e il Sud America alla fine del Pleistocene non fosse avvenuta contemporaneamente. Le estinzioni nel Sud America sembrano essere accadute almeno 400 anni dopo le estinzioni del Nord America. Inoltre l'estinzione dei mammut lanosi in Siberia sembra ugualmente avvenuta più tardi rispetto al Nord America. Una delle maggiori anomalie riguardo alla sincronizzazione dei tempi è evidente nell'estinzione della megafauna delle isole che si discosta dalle estinzioni continentali di migliaia di anni: esempi includono la sopravvivenza dei mammut lanosi sull'Isola di Wrangel fino al 3700 BP, e la sopravvivenza del bradipo terricolo nelle Antille fino al 4700 BP.
Alcune specie ancora esistenti di megafauna come il bisonte dei boschi e il grizzly, sembra non abbiano avuto particolari ripercussioni, mentre la devastazione ambientale causata dall'impatto di uno sciame di meteoriti sembra non sia affatto da escludere.
Ulteriori ricerche hanno contribuito a smentire questa ipotesi. In particolare i dati raccolti dai sostenitori dell'ipotesi riguardo alle concentrazioni di iridio non sono stati replicati in successive ricerche, e anzi è stata evidenziata una metodologia di raccolta dei primi campioni piuttosto discutibile, per non dire completamente errata, perché non riferite agli strati nel loro complesso, ma a singoli elementi (prevalentemente sferule). Inoltre il picco di iridio non è riconoscibile in vari sedimenti, usati per confermare l'ipotesi. Le sferule di carbonio da impatto citati dalla ricerca sono risultati essere, in buona parte, tutt'altro: spore fungine, coproliti di artropodi ecc. Non vi è una concentrazione anomala di micrometeoriti in concomitanza con il Dyras recente. I fullereni associati all'impatto sono probabilmente normali fullereni prodotti da incendi boschivi, probabilmente più comuni all'inizio del Dryas recente che in altri momenti, ma non in modo statisticamente significativo. Anche la datazione dei reperti portati a sostegno dell'ipotesi dal gruppo di ricerca originario si è dimostrata poco precisa, con variazioni per i reperti anche di 20.000 anni, mentre alcuni possibili siti d'impatto identificati sono risultati essere di epoche decisamente sbagliate.
Queste critiche sono da ritenersi superate da più moderni studi, vedi link
Evidence of Cosmic Impact at Abu Hureyra, Syria at the Younger Dryas Onset (~12.8 ka): High-temperature melting at >2200 °C | Scientific Reports (nature.com)